# Nancy Kanwisher

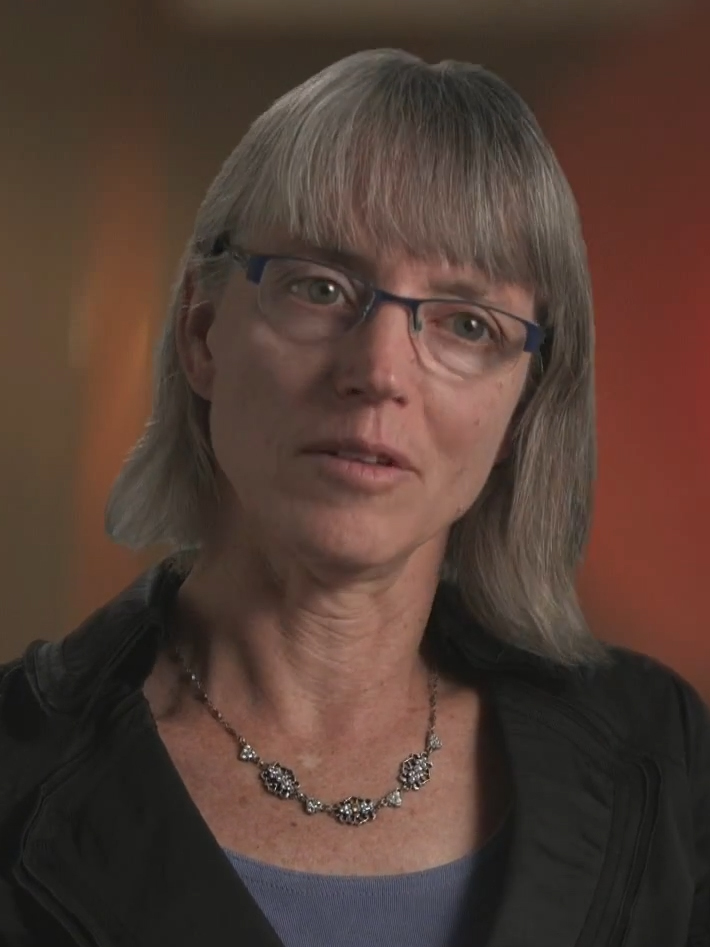
Nancy Kanwisher (2015)

Nancy G. Kanwisher (* 1958 in Woods Hole, Massachusetts) ist eine US-amerikanische Neurowissenschaftlerin am Massachusetts Institute of Technology und am McGovern Institute for Brain Research.

## Leben und Wirken
Kanwisher studierte am Massachusetts Institute of Technology (MIT) Biologie und erwarb 1986 bei Mary C. Potter ebendort einen Ph.D. in Kognitionspsychologie. Nach Postdoktorat bei Anne Treisman an der Princeton University und kurzer Tätigkeit an der Harvard University wechselte Kanwisher 1988 an die University of California, Berkeley. Weitere berufliche Stationen – wiederum in Massachusetts – waren ab 1994 das Massachusetts General Hospital, das McGovern Institute for Brain Research und wieder das MIT. Hier ist sie (Stand 2022) Walter A. Rosenblith-Professor für kognitive Neurowissenschaften.
Kanwisher ist vor allem für ihre Arbeiten zur funktionellen Organisation des Gehirns bekannt, insbesondere zu den Strukturen, die an der Erkennung von Gesichtern (Fusiform Face Area, FFA), geschriebenen Wörtern, Orten, Musik und Emotionen beteiligt sind. Weitere Arbeiten befassen sich mit Aufmerksamkeit und Awareness. Sie benutzt für ihre Forschungen insbesondere funktionelle Magnetresonanztomographie (fMRI).
Nancy Kanwisher hat laut Google Scholar einen h-Index von 116, laut Datenbank Scopus einen von 97 (jeweils Stand September 2024).

## Auszeichnungen (Auswahl)
- 1999 Troland Research Award[3]
- 2005 Mitglied der National Academy of Sciences[4]
- 2007 Golden Brain Award[5]
- 2009 Mitglied der American Academy of Arts and Sciences[6][7]
- 2018 C.L. de Carvalho-Heineken-Preis für Kognitionswissenschaft[8]
- 2018 Davida Teller Award[9]
- 2020 George A. Miller Prize in Cognitive Neuroscience
- 2021 Ehrendoktorat der University of York[10]
- 2022 NAS Award in the Neurosciences[11]
- 2022 Ehrendoktorat der Katholieke Universiteit Leuven[12]
- 2023 Jean-Nicod-Preis
- 2024 Kavli-Preis für Neurowissenschaften (mit Winrich Freiwald und Doris Tsao)
- 2024 Prémio de Visão António Champalimaud (mit Margaret Livingstone, Doris Tsao und Winrich Freiwald)
- 2024 Rosenstiel Award (mit Margaret Livingstone, Doris Tsao und Winrich Freiwald)

## Schriften (Auswahl)
- N. Kanwisher, J. McDermott, M. M. Chun: The fusiform face area: a module in human extrastriate cortex specialized for face perception. In: J Neurosci. Band 17, Nr. 11, 1. Jun 1997, S. 4302–4311. doi:10.1523/JNEUROSCI.17-11-04302.1997.
- R. Saxe, N. Kanwisher: People thinking about thinking people. The role of the temporo-parietal junction in "theory of mind". In: Neuroimage. Band 19, Nr. 4, Aug 2003, S. 1835–1842. doi:10.1016/s1053-8119(03)00230-1.
- R. Saxe, S. Carey, N. Kanwisher: Understanding other minds: linking developmental psychology and functional neuroimaging. In: Annu Rev Psychol. Band 55, 2004, S. 87–124. doi:10.1146/annurev.psych.55.090902.142044.
- N. Kanwisher, G. Yovel: The fusiform face area: a cortical region specialized for the perception of faces. In: Philos Trans R Soc Lond B Biol Sci. Band 361, Nr. 1476, 29. Dec 2006, S. 2109–2128. doi:10.1098/rstb.2006.1934.
- N. Kanwisher, M. Khosla, K. Dobs: Using artificial neural networks to ask 'why' questions of minds and brains. In: Trends Neurosci. Band 46, Nr. 3, Mar 2023, S. 240–254. doi:10.1016/j.tins.2022.12.008.
- K. Mahowald, A. A. Ivanova, I. A. Blank, N. Kanwisher, J. B. Tenenbaum, E. Fedorenko: Dissociating language and thought in large language models. In: Trends in cognitive sciences. Vol. 28, Nr. 6, 2024, S. 517–540.
- G. Tuckute, N. Kanwisher, E. Fedorenko: Language in brains, minds, and machines. In: Annual Review of Neuroscience. Band 47, 2024, S. 277–301.